# 風間八宏
風間 八宏（かざま やひろ、1961年10月16日 - ）は、静岡県出身の元サッカー選手、サッカー指導者（JFA 公認S級コーチ）。現役時代のポジションはミッドフィールダー。

## 経歴

### 大学卒業まで
母子家庭で、母親は磯料理を営み息子3人育て、風間八宏はその長男。
清水市立商業高校 (後の静岡市立清水商業高等学校) 時代、監督の大滝雅良をして「教える事は何もない」と言わしめるほどの選手で、大滝がこれまでの指導法を変えるほどの影響を与える。3年連続で静岡県高校ベストイレブンに選出される。
また、高校在学中に日本で開催された1979 FIFAワールドユース選手権の日本代表に選出され、仙台向山高の鈴木淳、帝京高の名取篤とともに高校生トリオとして名前を馳せる。
筑波大学入学後は蹴球部に所属し、在学中の1980年に日本代表に選出され同年に香港で行われた1982 FIFAワールドカップ・アジア・オセアニア予選（1次予選）にレギュラーとして出場。

### ドイツでのプレー
卒業後は海外でのプレーを希望し、日本サッカーリーグには所属せず、茨城県リーグのジョイフル本田に所属していた。ロサンゼルスオリンピック予選終了後の1984年、筑波の恩師である松本光弘の紹介で西ドイツのバイエル・レバークーゼンIIとアマチュア契約にて入団。その後5年間にわたってドイツの2部、3部リーグのクラブを転々とした。

### Jリーグでのプレー
1989年、ドイツから帰国すると日本サッカーリーグ2部のマツダSCに入部。翌1990-91シーズンに1部復帰を果たす。1992年、Jリーグ発足に伴ってサンフレッチェ広島F.Cとして新たなスタートを切ると、Jリーグ開幕戦、開始1分でチーム第1号ゴールと日本人選手Jリーグ初ゴールを決めた。同年、NICOSシリーズの第1節においても、リーグ戦で日本人初めての直接FKによるゴールを決めた。以降も多彩なパスで中盤を操り、またキャプテンとしてチームの精神的支柱となり活躍。1994年のサントリーシリーズ優勝にも貢献した。
1995年にビム・ヤンセンが監督に就任すると、シーズン開幕戦や終盤戦ではDFとしても起用された。この年で広島を退団。再びドイツに渡り、FCレムシャイトに復帰するが1年で退団し、現役を引退した。

### 指導者に

#### 桐蔭横浜大学サッカー部監督
1998年に桐蔭横浜大学サッカー部の監督に就任した。それまで同好会レベルでしかなかった桐蔭横浜大学サッカー部は風間監督就任を期に本格的に活動を開始し、同1998年に神奈川県リーグ2部全勝優勝し、1部昇格をはたした。さらに、2000年に神奈川県リーグ1部で初優勝した。風間は2003年まで、桐蔭横浜大学サッカー部監督を6年つとめた。
2004年にJFA公認S級コーチライセンスを取得した。2006年8月に日本サッカー協会特任理事に就任し、2008年7月の役員改選で元Jリーガーとしては初めて正式な理事となった。また、フジテレビの『すぽると!』などで解説を務めた。

#### 筑波大学蹴球部監督
2008年より2012年4月20日まで母校である筑波大学蹴球部の監督、筑波大学体育センター准教授（サッカーコーチング論）を務めた。

#### 川崎フロンターレ監督
2012年4月23日にJ1・川崎フロンターレ監督に就任。4月28日の監督就任初戦は古巣のサンフレッチェ広島を相手に采配を振ることとなった。フジテレビ『すぽると!』レギュラー出演は4月23日深夜の出演が最後となった。5月8日、Jリーグ理事を退任することが発表された。
就任後は大島僚太、登里享平、小林悠、谷口彰悟、車屋紳太郎などの若手選手を辛抱強く起用し主力になるまでに育てた。また、選手としてピークに差し掛かっていた中村憲剛を2016年にMVPを獲得するまでに技術力を底上げし、当時伸び悩んでいた大久保嘉人を神戸から獲得し3年連続で得点王に輝くまでに再生するなど育成面で特に手腕を発揮し、後にJ1で優勝を果たすチームの土台を作り上げた。
2016年10月12日、新契約を結ばずに2016年シーズン限りで川崎フロンターレを退団することが発表された。
2017年1月1日、天皇杯決勝を最後に退任。

#### 名古屋グランパス監督
2017年1月4日、J2に降格した名古屋グランパス監督就任が発表された。リーグ戦は3位、J1昇格プレーオフの準決勝戦ではジェフユナイテッド市原・千葉戦を4-2に勝利し、決勝で4位のアビスパ福岡戦では0-0で引き分けでプレーオフ規定でJ1昇格を果たした。2018シーズンは低迷したものの、最終的には残留し、最終戦である湘南ベルマーレ戦で行われた2018シーズン終了セレモニーで、株式会社名古屋グランパスエイト代表取締役社長小西工己から続投が発表されたが、成績不振により2019年9月23日付で解任された。

#### 静岡SSUアスレジーナ・テクニカルアドバイザー
2020年5月26日、日本女子サッカーリーグのチャレンジリーグ（3部相当）に所属する静岡SSUアスレジーナのテクニカルアドバイザーに就任することが発表された。

#### セレッソ大阪スポーツクラブ技術委員長
2020年12月1日、2021年1月1日から一般社団法人セレッソ大阪スポーツクラブ技術委員長に就任することが発表された。

#### 南葛SC監督兼テクニカルダイレクター
2023年11月7日、2024年シーズンより関東サッカーリーグ1部 南葛SCの監督とテクニカルダイレクターに就任することが発表された。

## エピソード
- マツダSCがJSL2部にいた時代に日本代表入りを打診されたが、チームが1部に復帰するまでと断っていた。
- フジテレビ解説者を務めた時期が長いが、帰国直後は、スポーツ・アイ ESPN（J sports ESPNの前身）で倉敷保雄とコンビを組んでいたこともあった。このコンビで実況・解説を担当したサッカーゲームもある。ちなみに、倉敷は「アハト（acht=ドイツ語で「8」）さん」と呼んでいたこともある。
- プロサッカー選手の風間宏希と風間宏矢は、息子であり2012年と2013年は川崎フロンターレで一緒だった。

## 所属クラブ
- 1977年 - 1979年  清水市立商業高等学校（現：静岡市立清水商業高等学校）
- 1980年 - 1983年  筑波大学
- 1984年  ジョイフル本田
- 1984年 - 1985年  バイエル・レバークーゼンII
- 1985年 - 1988年  FCレムシャイト（ドイツ語版）
- 1988年 - 1989年  アイントラハト・ブラウンシュヴァイク
- 1989年 - 1992年  マツダSC
- 1992年 - 1995年  サンフレッチェ広島F.C
- 1996年 - 1997年  FCレムシャイト

## 個人成績
| 国内大会個人成績 | 国内大会個人成績     | 国内大会個人成績 | 国内大会個人成績 | 国内大会個人成績             | 国内大会個人成績               | 国内大会個人成績 | 国内大会個人成績  | 国内大会個人成績 | 国内大会個人成績 | 国内大会個人成績 | 国内大会個人成績 |
| 年度             | クラブ               | 背番号           | リーグ           | リーグ戦                     | リーグ戦                       | リーグ杯         | リーグ杯          | オープン杯       | オープン杯       | 期間通算         | 期間通算         |
| 年度             | クラブ               | 背番号           | リーグ           | 出場                         | 得点                           | 出場             | 得点              | 出場             | 得点             | 出場             | 得点             |
| 西ドイツ         | 西ドイツ             | 西ドイツ         | 西ドイツ         | リーグ戦                     | リーグ戦                       | リーグ杯         | リーグ杯          | オープン杯       | オープン杯       | 期間通算         | 期間通算         |
| ---------------- | -------------------- | ---------------- | ---------------- | ---------------------------- | ------------------------------ | ---------------- | ----------------- | ---------------- | ---------------- | ---------------- | ---------------- |
| 1984-85          | レバークーゼンII     |                  | ブンデス3部      |                              |                                |                  |                   |                  |                  |                  |                  |
| 1985-86          | レムシャイト         |                  | ブンデス3部      |                              |                                |                  |                   |                  |                  |                  |                  |
| 1986-87          | レムシャイト         |                  | ブンデス3部      |                              |                                |                  |                   |                  |                  |                  |                  |
| 1987-88          | レムシャイト         |                  | ブンデス2部      | 26                           | 0                              |                  |                   |                  |                  |                  |                  |
| 1988-89          | ブラウンシュヴァイク |                  | ブンデス2部      | 15                           | 0                              |                  |                   | 1                | 0                | 16               | 0                |
| 日本             | 日本                 | 日本             | 日本             | リーグ戦                     | リーグ戦                       | JSL杯/ルヴァン杯 | JSL杯/ルヴァン杯  | 天皇杯           | 天皇杯           | 期間通算         | 期間通算         |
| 1989-90          | マツダ               | 8                | JSL2部           | 27                           | 3                              | 1                | 0                 |                  |                  |                  |                  |
| 1990-91          | マツダ               | 8                | JSL2部           | 21                           | 4                              | 3                | 0                 |                  |                  |                  |                  |
| 1991-92          | マツダ               | 8                | JSL1部           | 15                           | 0                              | 4                | 0                 |                  |                  |                  |                  |
| 1992             | 広島                 | -                | J                | -                            | -                              | 6                | 0                 | 2                | 0                | 8                | 0                |
| 1993             | 広島                 | -                | J                | 35                           | 6                              | 0                | 0                 | 4                | 0                | 39               | 6                |
| 1994             | 広島                 | -                | J                | 43                           | 0                              | 1                | 0                 | 3                | 0                | 47               | 0                |
| 1995             | 広島                 | -                | J                | 25                           | 0                              | -                | -                 | 1                | 0                | 26               | 0                |
| ドイツ           | ドイツ               | ドイツ           | ドイツ           | リーグ戦                     | リーグ戦                       | リーグ杯         | リーグ杯          | DFBポカール      | DFBポカール      | 期間通算         | 期間通算         |
| 1995-96          | レムシャイト         |                  |                  | 0                            | 0                              |                  |                   |                  |                  |                  |                  |
| 1996-97          | レムシャイト         |                  | レギオナル       | 0                            | 0                              |                  |                   |                  |                  |                  |                  |
| 通算             | 西ドイツ             | 西ドイツ         | ブンデス2部      | 41                           | 0\|\|\|\|\|\|1\|\|0\|\|42\|\|0 |                  |                   |                  |                  |                  |                  |
| 通算             | 西ドイツ             | 西ドイツ         | ブンデス3部      | \|\|\|\|\|\|\|\|\|\|\|\|\|\| |                                |                  |                   |                  |                  |                  |                  |
| 通算             | ドイツ               | ドイツ           | レギオナル       | \|\|\|\|\|\|\|\|\|\|\|\|\|\| |                                |                  |                   |                  |                  |                  |                  |
| 通算             | ドイツ               | ドイツ           |                  | \|\|\|\|\|\|\|\|\|\|\|\|\|\| |                                |                  |                   |                  |                  |                  |                  |
| 通算             | 日本                 | 日本             | J                | 103                          | 6                              | 7                | 0                 | 10               | 0                | 120              | 0                |
| 通算             | 日本                 | 日本             | JSL1部           | 15                           | 0                              | 4                | 0\|\|\|\|\|\|\|\| |                  |                  |                  |                  |
| 通算             | 日本                 | 日本             | JSL2部           | 48                           | 7                              | 4                | 0\|\|\|\|\|\|\|\| |                  |                  |                  |                  |
| 総通算           | 総通算               | 総通算           | 総通算           | \|\|\|\|\|\|\|\|\|\|\|\|\|\| |                                |                  |                   |                  |                  |                  |                  |

その他の公式戦
- 1991年
  - コニカカップ 4試合0得点
- 1994年
  - Jリーグチャンピオンシップ 2試合0得点

出場歴
- Jリーグ初出場 - 1993年5月16日 対ジェフユナイテッド市原戦（広島スタジアム）
- Jリーグ初得点 - 1993年5月16日 対ジェフユナイテッド市原戦（広島スタジアム）
- JSL（1部）初出場 - 1991年9月15日 対日産戦（三ツ沢公園球技場）
- JSL（2部）初出場 - 1989年8月12日 対東邦チタニウム戦（綾瀬市民スポーツセンター）
- JSL（2部）初得点 - 1989年10月28日 対帝人戦（東予運動公園球技場）

## 指導歴・役職
- 1997年 - 2004年 桐蔭横浜大学サッカー部 監督 [1]
- 2004年 JFA 公認S級コーチライセンス習得 [1]
- 2006年 - 2012年 日本サッカー協会役員
  - 2006年8月 - 2008年7月 特任理事
  - 2008年7月 - 2012年5月 理事
- 2008年1月 - 2012年4月 筑波大学蹴球部 監督 [1]
- 2008年7月 - 2012年4月 Jリーグ理事[16]
- 2012年4月 - 2016年 川崎フロンターレ 監督 [1]
- 2017年 - 2019年9月 名古屋グランパス 監督
- 2021年 - セレッソ大阪 アカデミー技術委員長
- 2024年 - 南葛SC 監督兼テクニカルダイレクター

## 監督成績
| 年度  | クラブ | 所属  | リーグ戦 | リーグ戦 | リーグ戦 | リーグ戦 | リーグ戦 | リーグ戦 | カップ戦                | カップ戦  | カップ戦          |
| 年度  | クラブ | 所属  | 順位     | 勝点     | 試合     | 勝       | 分       | 敗       | ナビスコ杯 / ルヴァン杯 | 天皇杯    | ACL、その他公式戦 |
| ----- | ------ | ----- | -------- | -------- | -------- | -------- | -------- | -------- | ----------------------- | --------- | ----------------- |
| 2012  | 川崎   | J1    | 8位      | 40       | 27       | 11       | 7        | 9        | 予選リーグ敗退          | 4回戦敗退 | -                 |
| 2013  | 川崎   | J1    | 3位      | 60       | 34       | 18       | 6        | 10       | ベスト4                 | ベスト8   | -                 |
| 2014  | 川崎   | J1    | 6位      | 55       | 34       | 16       | 7        | 11       | ベスト4                 | 3回戦敗退 | ACLベスト16       |
| 2015  | 川崎   | J1    | 6位      | 57       | 34       | 17       | 6        | 11       | 予選リーグ敗退          | 4回戦敗退 | -                 |
| 2016  | 川崎   | J1    | 3位      | 72       | 34       | 22       | 6        | 6        | 予選リーグ敗退          | 準優勝    | -                 |
| 2017  | 名古屋 | J2    | 3位      | 75       | 42       | 23       | 6        | 13       | -                       | 4回戦敗退 | 昇格PO優勝        |
| 2018  | 名古屋 | J1    | 15位     | 41       | 34       | 12       | 5        | 17       | 予選リーグ敗退          | 3回戦敗退 | -                 |
| 2019  | 名古屋 |       | 11位     | 31       | 26       | 8        | 7        | 11       | ベスト8                 | 2回戦敗退 | -                 |
| J1    | J1     | J1    | -        | -        | 223      | 104      | 44       | 75       |                         |           |                   |
| J2    | J2     | J2    | -        | -        | 42       | 23       | 6        | 13       |                         |           |                   |
| J通算 | J通算  | J通算 | -        | -        | 265      | 127      | 50       | 88       |                         |           |                   |

※2012年は第7節から指揮。
※2019年は第26節まで指揮。

## 代表歴
- 日本代表初出場（国際Aマッチ）- 1980年12月22日 対シンガポール戦（香港）[3]
- 日本代表初出場 - 1980年5月25日 対AAアルヘンティノス・ジュニアーズ戦（国立競技場）

### 出場大会など
- FIFAワールドユース選手権
  - 日本大会 (1979)
- FIFAワールドカップ・予選
  - スペイン大会予選 (1980)
- アジア競技大会
  - ニューデリー大会 (1982)
- オリンピック予選
  - ロサンゼルスオリンピック予選 (1983-84)

### 試合数
- 国際Aマッチ 19試合 0得点 (1980-1983)[3]

| 日本代表 | 国際Aマッチ | 国際Aマッチ | その他 | その他 | 期間通算 | 期間通算 |
| 年       | 出場        | 得点        | 出場   | 得点   | 出場     | 得点     |
| -------- | ----------- | ----------- | ------ | ------ | -------- | -------- |
| 1980     | 4           | 0           | 3      | 0      | 7        | 0        |
| 1981     | 8           | 0           | 9      | 0      | 17       | 0        |
| 1982     | 4           | 0           | 2      | 0      | 6        | 0        |
| 1983     | 3           | 0           | 8      | 0      | 11       | 0        |
| 1984     | 0           | 0           | 4      | 0      | 4        | 0        |
| 1989     | 0           | 0           | 2      | 0      | 2        | 0        |
| 通算     | 19          | 0           | 26     | 0      | 45       | 0        |

### 出場
| No. | 開催日         | 開催都市         | スタジアム                   | 対戦相手             | 結果       | 監督     | 大会               |
| --- | -------------- | ---------------- | ---------------------------- | -------------------- | ---------- | -------- | ------------------ |
| 1.  | 1980年12月22日 | 香港             |                              | シンガポール         | ○1-0       | 川淵三郎 | ワールドカップ予選 |
| 2.  | 1980年12月26日 | 香港             |                              | 中華人民共和国       | ●0-1       | 川淵三郎 | ワールドカップ予選 |
| 3.  | 1980年12月28日 | 香港             |                              | マカオ               | ○3-0       | 川淵三郎 | ワールドカップ予選 |
| 4.  | 1980年12月30日 | 香港             |                              | 北朝鮮               | ●0-1(延長) | 川淵三郎 | ワールドカップ予選 |
| 5.  | 1981年03月08日 | 東京都           | 国立霞ヶ丘競技場陸上競技場   | 韓国                 | ●0-1       | 川淵三郎 | 日韓定期戦         |
| 6.  | 1981年06月02日 | 埼玉県           | さいたま市大宮公園サッカー場 | 中華人民共和国       | △0-0       | 森孝慈   | ジャパンカップ     |
| 7.  | 1981年06月19日 | 大邱             |                              | マレーシア           | ○2-0       | 森孝慈   | 韓国大統領杯       |
| 8.  | 1981年06月21日 | 釜山             |                              | 韓国                 | ●0-2       | 森孝慈   | 韓国大統領杯       |
| 9.  | 1981年09月03日 | クアラルンプール |                              | インド               | ○3-2       | 森孝慈   | ムルデカ大会       |
| 10. | 1981年09月08日 | クアラルンプール |                              | アラブ首長国連邦     | ○3-2       | 森孝慈   | ムルデカ大会       |
| 11. | 1981年09月14日 | クアラルンプール |                              | インドネシア         | ○2-0       | 森孝慈   | ムルデカ大会       |
| 12. | 1981年09月18日 | クアラルンプール |                              | イラク               | ●0-2       | 森孝慈   | ムルデカ大会       |
| 13. | 1982年03月21日 | ソウル           |                              | 韓国                 | ●0-3       | 森孝慈   | 日韓定期戦         |
| 14. | 1982年11月21日 | ニューデリー     |                              | イラン               | ○1-0       | 森孝慈   | アジア大会         |
| 15. | 1982年11月25日 | ニューデリー     |                              | 韓国                 | ○2-1       | 森孝慈   | アジア大会         |
| 16. | 1982年11月28日 | ニューデリー     |                              | イラク               | ●0-1(延長) | 森孝慈   | アジア大会         |
| 17. | 1983年09月04日 | 東京都           | 国立霞ヶ丘競技場陸上競技場   | フィリピン           | ○7-0       | 森孝慈   | オリンピック予選   |
| 18. | 1983年09月15日 | 東京都           | 国立霞ヶ丘競技場陸上競技場   | チャイニーズタイペイ | ○2-0       | 森孝慈   | オリンピック予選   |
| 19. | 1983年09月25日 | オークランド     |                              | ニュージーランド     | ●1-3       | 森孝慈   | オリンピック予選   |

## 関連情報

### 著書
- 「プロフェッショナルサッカー 終わりなき挑戦」 1998年4月 勁文社発行 ISBN 4766929403
- 「うまくなるサッカー」 2001年1月 大泉書店発行 ISBN 4278046588
- 「サッカーゴール前の攻防」 2003年1月 大泉書店発行 ISBN 4278046774
- 「ビジュアル版 図解コーチ サッカー」 2005年10月 成美堂出版発行 ISBN 4415030254
- 「ワールドサッカー4大スターの技術」 2007年6月 ベースボール・マガジン社発行 ISBN 4583614705
- 「 1対21 」 のサッカー原論 「 個人力 」 を引き出す発想と技術 (2010年6月14日、二見書房）
- 革命前夜 すべての人をサッカーの天才にする （2012年9月7日、カンゼン）- 木崎伸也との共著
- 風間塾 サッカーを進化させる「非常識」論（2012年9月7日、朝日新聞出版）

### ゲーム
- リベログランデ2 解説（PlayStation、ナムコ（後のバンダイナムコゲームス））
- フットボールキングダムトライアルエディション 解説（PlayStation 2、ナムコ（後のバンダイナムコゲームス））